# 改革党 (アイスランド)
改革党 (アイスランド語: Viðreisn)は、アイスランドの自由主義政党。設立されたのは2016年5月24日だが、2014年6月から政治的なネットワークとしては存在していた。この党は 独立党から分離して結成されている。分離の主な理由は、欧州連合加盟についての国民投票を行わないという独立党の決定と、および自由貿易を支持しないという独立党の姿勢に対して、不満をもったことだった。
この党は、アイスランドのEU加盟、および農業補助金の改革や保護関税の改革を主張している。そして、社会全体の利益に焦点を当てた公共政策を行うことを望み、利益団体からの影響を減少させようとしている。 また、環境保護政策を支持し、公的資金をもととした福祉国家の実現を掲げている。そのほか、金利を引き下げる計画として、カレンシーボード制を通じて、ユーロなどの別の通貨とアイスランド・クローナの相場を固定することを主張している。医療政策では、医療費の患者の自己負担を減らすことを目指している。

## 選挙結果
直近の2021年総選挙では5議席を獲得し第7党となった。
| 選挙 | 得票数 | %    | 議席数 | +/– | Position | Government |
| ---- | ------ | ---- | ------ | --- | -------- | ---------- |
| 2016 | 19,870 | 10.5 | 7 / 63 | 7   | 5th      | Coalition  |
| 2017 | 13,122 | 6.5  | 4 / 63 | 3   | 8th      |            |
| 2021 | 16,628 | 8.3  | 5 / 63 | 1   | 7th      |            |

## 党首
| 議長                                           | 任期      |
| ---------------------------------------------- | --------- |
| en:Benedikt Jóhannesson                        | 2016–2017 |
| ソルゲルズル・カトリーン・グンナルスドッティル | 2017–     |